# Tiền đình xương
Tiền đình xương (Tiếng Anh: vestibule, 前庭) là một bộ phận của mê đạo xương tai trong. Nó nằm giữa ốc tai với ba ống bán khuyên.
"Tiền đình" (前庭) có nghĩa là "sân trước", cái tên này bắt nguồn từ tên gốc tiếng La Tinh là vestibulum, có nghĩa là sảnh trước của ngôi nhà, nằm ngay cửa ra vào.